# Aleksandr Lomovitsky
Aleksandr Ievgueniévitch Lomovitsky (en russe : Александр Евгеньевич Ломовицкий), né le 27 janvier 1998 à Moscou en Russie, est un footballeur russe. Il joue au poste d'ailier droit au Rubin Kazan.

## Biographie

### Carrière en club
Natif de Moscou en Russie, Aleksandr Lomovitsky est formé par l'un des clubs de la capitale, le Spartak Moscou. Le 28 juillet 2018, il fait sa première apparition dans la Premier-Liga, face au FK Orenbourg. Il est titulaire ce jour-là, et son équipe s'impose sur le score de un but à zéro.
Le 26 juillet 2019 il est prêté à l'Arsenal Toula pour la saison 2019-2020.
Le 12 août 2020 il est prêté au FK Khimki pour les premiers mois de la saison 2020-2021 avant de faire son retour à l'Arsenal Toula au début du mois d'octobre.
Le 29 décembre 2021, Lomovitsky est transféré au Rubin Kazan où il signe pour quatre ans et demi.

### Carrière internationale
Il représente l'équipe de Russie des moins de 19 ans en 2016. Il joue six matchs et inscrit deux buts avec cette sélection.
Aleksandr Lomovitsky joue son premier match avec l'équipe de Russie espoirs le 22 mars 2019, lors d'un match amical face à la Suède. Il est titulaire au poste d'ailier gauche, et son équipe s'impose par deux buts à zéro. Il inscrit son premier but avec les espoirs dès sa deuxième sélection, le 25 mars suivant contre la Norvège. C'est lui qui ouvre le score lors de cette rencontre que les Russes remportent sur le score de cinq buts à un.
Il est retenu avec cette sélection pour disputer le championnat d'Europe espoirs en 2021.

## Statistiques
| Saison                | Club                  | Championnat           | Championnat | Championnat | Coupe(s) nationale(s) | Coupe(s) nationale(s) | Compétition(s) continentale(s) | Compétition(s) continentale(s) | Compétition(s) continentale(s) | Total | Total |
| Saison                | Club                  | Division              | M.          | B.          | M.                    | B.                    | Comp.                          | M.                             | B.                             | M.    | B.    |
| 2018-2019             | Spartak Moscou        | D1                    | 17          | 0           | 2                     | 0                     | C1+C3                          | 1+4                            | 0                              | 24    | 0     |
| 2019-2020             | Spartak Moscou        | D1                    | 1           | 0           | -                     | -                     | -                              | -                              | -                              | 1     | 0     |
| 2019-2020             | Arsenal Toula (prêt)  | D1                    | 24          | 2           | 2                     | 0                     | -                              | -                              | -                              | 26    | 2     |
| 2020-2021             | FK Khimki (prêt)      | D1                    | 8           | 2           | -                     | -                     | -                              | -                              | -                              | 8     | 2     |
| 2020-2021             | Arsenal Toula (prêt)  | D1                    | 18          | 2           | 3                     | 0                     | -                              | -                              | -                              | 21    | 2     |
| 2021-2022             | Spartak Moscou        | D1                    | 14          | 0           | -                     | -                     | C1+C3                          | 1+6                            | 0                              | 21    | 0     |
| 2021-2022             | Rubin Kazan           | D1                    | 11          | 1           | 2                     | 0                     | -                              | -                              | -                              | 13    | 1     |
| 2022-2023             | FK Khimki (prêt)      | D1                    | 15          | 1           | 4                     | 0                     | -                              | -                              | -                              | 19    | 1     |
| Total sur la carrière | Total sur la carrière | Total sur la carrière | 100         | 6           | 13                    | 0                     | -                              | 12                             | 0                              | 125   | 6     |